# Bloke
Bloke är en kommun belägen i södra Slovenien med 1 555 invånare (2019).

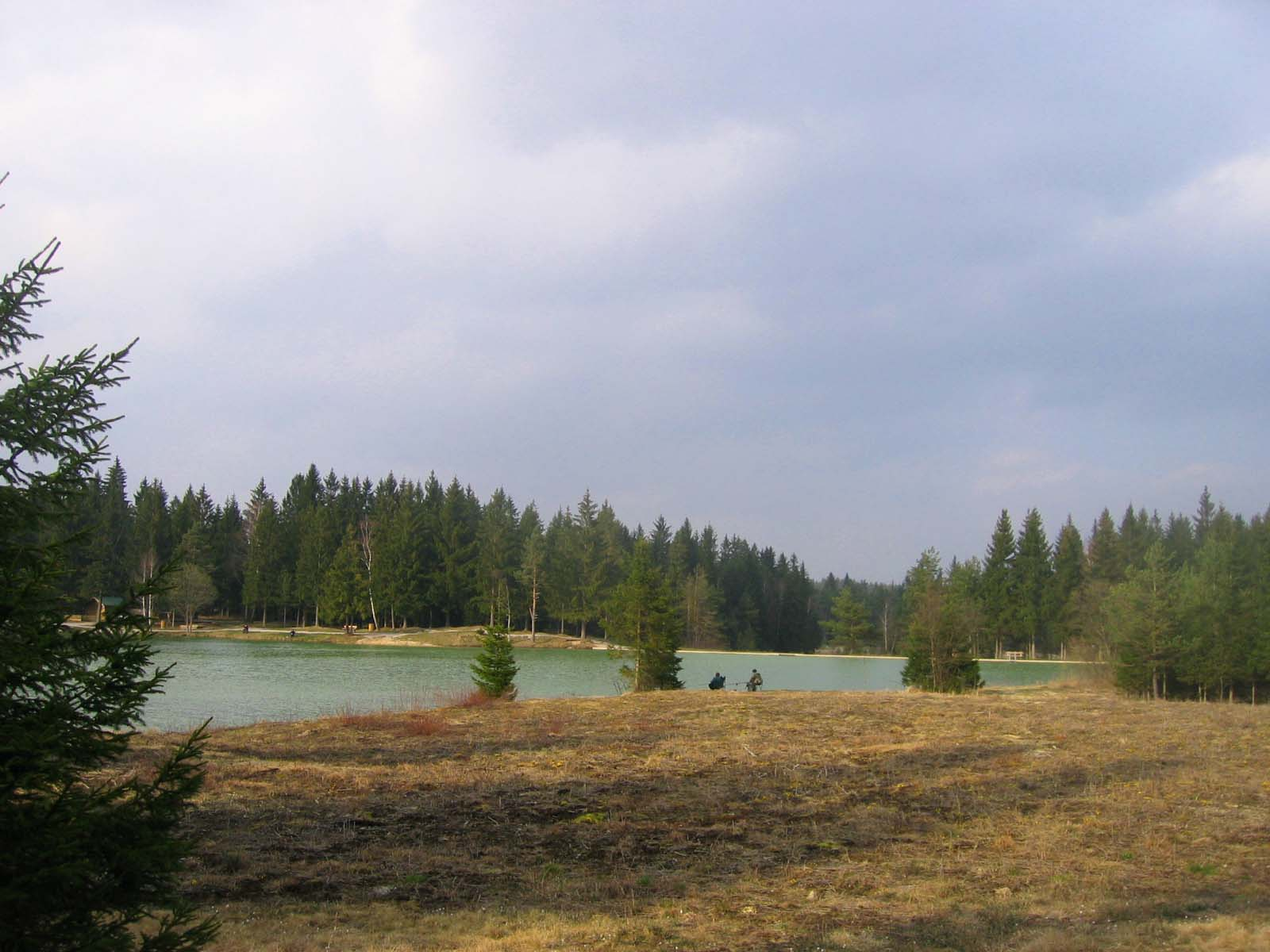
Blokesjön